# Salwa van der Gaag
Salwa van der Gaag (Zwijndrecht, 30 maart 1992) is een Nederlandse journaliste en presentatrice, werkzaam bij NOS op 3.

## Opleiding
Na een vwo-opleiding in Zwijndrecht studeerde Van der Gaag journalistiek aan de Fontys Hogeschool in Tilburg. Tijdens haar studie volgde ze een minor aan Southampton Solent University en liep ze stage bij Capetown Magazine in Kaapstad, Zuid-Afrika.

## Carrière
Van der Gaag werkte van 2012 tot en met 2020 als journaliste bij het Algemeen Dagblad. Ze volgde rechtszaken, woonde gemeenteraadsvergaderingen bij en nam interviews af. Sinds februari 2021 is ze journaliste en presentatrice bij NOS op 3, waarvoor ze regelmatig 'explainers' presenteert: YouTube-video's waarin ze actuele onderwerpen op begrijpelijke wijze uitlegt.

## Erkenning
Salwa van der Gaag kreeg de journalistieke prijs De Loep in 2023 voor het onderzoek dat zij samen deed met Bas Belleman, Sümeyye Ersoy, Belia Heilbron, Anouk Kootstra en Merijn van Nuland. Het onderzoeksteam kreeg de onderscheiding voor hun onderzoek naar het in kaart brengen van het in 2012 ingevoerde fraudeopsporingssysteem van de Dienst Uitvoering Onderwijs (DUO) in de strijd tegen fraude met de basisbeurs voor uitwonenden. Er bleken opvallend vaak studenten met een niet-westerse migratieachtergrond benaderd te worden. De risico-indicatoren waarmee het algoritme werd gevoed bleken door DUO zelf te zijn bedacht en niet wetenschappelijk onderbouwd. Ook bleken de controleurs die vast moesten stellen of een student met een uitwonende beurs op het opgegeven adres woonde, vaak niet objectief te zijn geweest. Het juryrapport noemde de verhalen 'ontluisterend en boosmakend' en roemde de 'zorgvuldige onderzoeksmethode en de goed onderbouwde, spijkerharde conclusie'. Het onderzoek was een samenwerking tussen Investico, Trouw, De Groene Amsterdammer, het Hoger Onderwijs Persbureau en NOS op 3.
Samen met Anouk Kootstra, Belia Heilbron, Jeanine Duijst en Romy van der Burgh deed ze onderzoek naar de vraag: Bestaat klassenjustitie in Nederland? Hun Klassenjustitie in Nederland: lager op de ladder, zwaarder gestraft dat gemaakt werd voor De Groene Amsterdammer, NOS op 3 en Investico werd bekroond met De Loep 2024 in de categorie ‘Signalerend’. 

## Prijzen
- 2024 - De Loep
- 2023 - De Loep